# Alchemilla fennica
Alchemilla fennica é uma espécie de rosácea do gênero Alchemilla, pertencente à família Rosaceae.